# هوتا ماسایوشی
هوتّا ماسایوشی (به ژاپنی: 堀田 正睦 Hotta Masayoshi); ۳۰ اوت ۱۸۱۰ – ۲۶ آوریل ۱۸۶۴) سیاستمدار اهل ژاپن بود. وی نقش مهمی در بستن قراردادهای آنسی در دوره باکوماتسو داشت.